# اکواویوا دل فانتی
اکواویوا دل فانتی (به ایتالیایی: Acquaviva delle Fonti) یک سکونتگاه مسکونی در ایتالیا است که در استان باری واقع شده‌است.

## خصوصیات
اکواویوا دل فانتی ۱۳۰٫۹۸ کیلومترمربع مساحت و ۲۱٬۳۲۰ نفر جمعیت دارد و ۳۰۰ متر بالاتر از سطح دریا واقع شده‌است.